# Claire Bretécher
Claire Bretécher (Nantes,  7 april 1940 – Parijs, 10 februari 2020) was een Franse stripauteur.

## Carrière
Claire Bretécher stopte haar kunstenstudie om striptekenaar te worden. Na enkele maanden in het onderwijs als lerares tekenen debuteerde ze als illustratrice voor tijdschriften van Bayard Presse zoals Le Pélerin. In 1963 ontmoette ze René Goscinny die voor haar de scenario's schreef voor de strip Le Facteur Rhésus, een komische strip over een postbode, die verscheen in het blad L'os à moelle. De samenwerking verliep moeizaam. Ze tekende ook voor Tintin / Kuifje. Zo tekende ze tussen 1965 en 1966 de gagstrip Hector voor dat blad. Vanaf 1964 tekende Bretécher voor het blad Record waarvoor ze in 1968 de strip Baratine et Molgaga creëerde. Eind 1967 begon Bretécher bij Spirou / Robbedoes. Ze tekende er De Njaaja's (Les gnan-gnan), De schipbreukelingen (Les naufragés) op scenario van Raoul Cauvin en Robin des foies op scenario van Yvan Delporte. In 1969 maakte ze de overstap naar het nieuwe blad Pilote van Goscinny. Ze creëerde er haar bekende personage Cellulite, een middeleeuwse prinses en feministe 'avant la lettre'. Ook tekende ze er pagina's rond de actualiteit en werkte ze mee aan Les salades de saison. In 1972 stond Bretécher samen met Gotlib en Mandryka aan de wieg van het nieuwe blad L'Echo des savanes waar plaats was voor bijtende satire. Na een tussenstop bij Sauvage met de strip Le Bolot occidental werkte ze vanaf 1973 voor Le nouvel observateur. Ze tekende er onder andere de strips Les frustrés, Les mères (1982), Le destin de Monique (1983) en Docteur Ventouse (1986). Ze tekende ook de langere stripverhalen Thérèse d'Avila (1980) en Agrippine (1988). Sinds 1975 gaf Claire Bretécher haar strips in eigen beheer uit.
Claire Bretécher ontving de speciale Grote Prijs naar aanleiding van het tienjarig jubileum van het Internationaal Stripfestival van Angoulême in 1982. Dit is een prijs voor het gehele oeuvre van een stripauteur.
- Bibsys: 90326321
- Biblioteca Nacional de España: XX1152276
- Bibliothèque nationale de France: cb118939462 (data)
- Catàleg d'autoritats de noms i títols de Catalunya: 981058530207606706
- CiNii: DA05223239
- Gemeinsame Normdatei: 118164414
- International Standard Name Identifier: 0000 0001 2121 3775
- Library of Congress Control Number: n81075707
- Nationale Bibliotheek van Israël: 987007461724105171
- Nederlandse Thesaurus van Auteursnamen: 070821488
- Réseau des bibliothèques de Suisse occidentale: 02-A003042099
- Istituto Centrale per il Catalogo Unico: CFIV010892
- LIBRIS: 179137
- Système universitaire de documentation: 02675181X
- Virtual International Authority File: 132233339
- WorldCat: E39PBJdCkRv7xhtQBH8kK3Hpyd